# 弥作の鎌腹
『弥作の鎌腹』（やさくのかまばら）とは、歌舞伎の演目で忠臣蔵物のひとつ。全一幕。また人形浄瑠璃においても、『忠臣蔵外伝』（ちゅうしんぐらがいでん）として、もしくは浪曲や講談に合わせ『義士銘々伝』（ぎしめいめいでん）の外題で上演されている。

## あらすじ
（神埼村弥作内の場）上方の百姓弥作は、今日も畑を荒らす猪を見張るため、鉄砲を持ってあたりを見廻っている。それを済ませて我が家に帰ると、女房のおかやが夫を待っていた。
弥作は年貢を納められなかった咎により水牢に入れられそうになった。それを同じ村に住む郷士の芝村七太夫が弥作を救い、また同じ村のおかやとも所帯を持てるよう計らってくれたのである。おかやの両親は水牢に入れられるような男に娘はやれぬと、弥作と所帯を持つことに猛反対したのも、七太夫が説き伏せたのだった。七太夫に対する恩義について夫婦で話をしているところ、弥作の弟の千崎弥五郎が訪れる。
兄の弥作は百姓だが、弟の弥五郎は武士になっていた。弥五郎はもと塩冶判官高定の家中であったが、塩冶判官は殿中において高師直へ刃傷に及んだことで判官は切腹、お家はお取り潰しとなり、弥五郎もいまは浪人の身の上である。その弥五郎に、弥作は養子の話を聞かせた。このあたりを治める代官印南瀬左衛門には跡継ぎがなく、家を継ぐべき養子を探していたところ、弥作から七太夫を通じて弥五郎のことを聞いた印南が、ぜひとも弥五郎を養子に欲しいと望んだ。そして七太夫が仲介役となってその話がほぼ決まったというのである。だが弟の身の収まりを悦ぶ兄に対し、弥五郎は養子の話は断ってくれといって聞かないので、せっかくおまえのために…と弥作は怒って弥五郎と口論となる。見かねたおかやは気を効かせて、酒を買いに出て行った。
二人きりとなった弥作と弥五郎。弥五郎はついに本心を打ち明けた。じつは自分たち塩冶浪士は大星由良助を頭として、判官の仇である師直を討つ企てをしており、明日までに京都で仲間と落ち合い関東へ向かうことになっている、それで養子の話は受けられないと。これに弥作は納得したものの、いまさら養子の話はやめますと恩義ある七太夫にいえるだろうか…困惑しつつも、弥五郎を待たせて七太夫のところへと、断りを言いに出かけてゆくのだった。
（芝村七太夫屋敷の場）そのころ仲介役の七太夫の住いには、印南の家来が使者として訪れていた。使者は養子縁組の決まったあかしとして、弥作へ渡す百両の金を置いて帰る。
この百両のことは弥作には知らせずにおこう…と、七太夫が悪心を起こして百両を横領し懐にする。そこへ弥作がやってきた。最初はどう言おうかともじもじする弥作であったが、思い切って養子の話はなかったことにと打ち明けた。機嫌をよくしていた七太夫は当然これに怒り弥作を責め、ついには切腹すると言い出す。困り果てた弥作は、弥五郎から他言無用と釘を刺されていたにもかかわらず、とうとう弥五郎をふくめた塩冶浪士が師直を討つ企てを喋ってしまう。どうかそれで聞き分けてくれるようにと必死に頼む弥作。ところが七太夫は、ならばなおのこと弥五郎を印南の養子にさせたいとこれも一寸も引かず、今夜の内に弥五郎をこちらへよこすようにという。結局弥作は弥五郎を迎えにいくことになってしまった。
（もとの弥作内の場）弥作の家では、兄を待つ弥五郎がおかやに酌をされながら酒を飲んでいる。そこへ弥作が戻るが、例の仇討ちのことを七太夫に漏らしたと聞いた弥五郎は怒り、この上は大事を知った七太夫を討ち自らも切腹するといって表を飛び出そうとする。それを弥作が必死になって留め、いや仇討ちの事は言ってないと打ち消したので弥五郎も安堵し、弥作とふたり別れの盃を交わし、京都へと立っていった。おかやもともに船着場まで付き添うため出かけてゆく。
ひとりになった弥作。七太夫へはどう申し開きをしたらいいだろうと思案していると、その七太夫が訪れた。弥五郎がとっくに旅立ったと聞いた七太夫は怒って弥作を散々に殴り、この上は塩冶浪士が師直を討とうとしている事を訴えてやると、弥作が留めるのも聞かずに家を飛び出した。
弥作は、七太夫めがけて鉄砲を撃った。弾丸は七太夫に命中し、七太夫は絶命する。
弥作は行灯をともし、腹を切る仕度をする。やがて出刃包丁を自らの腹に突っ込み、さらにそれを抜いて今度は鎌を腹に突き立てる。その苦しさにのた打ち回るところへ弥五郎を送ってきたおかやが戻り、このありさまに仰天する。弥五郎も駆けつけ、弥作の様子を見て驚くが、弥作は自分が七太夫を手にかけたことを話し、悲しむおかやに尼となって自分のあとを弔うように言い残して弥五郎には介錯を頼む。さすがにためらう弥五郎、しかし最後はやむなくその首を討つのだった。（以上あらすじは、『日本戯曲全集』第十五巻所収の台本に拠った）

## 解説
本作は江戸時代にできたほかの忠臣蔵物と同様、『仮名手本忠臣蔵』における設定を前提としているが、主人公は野良仕事以外のことは知らぬ実直な百姓である。だがその弟が塩冶家の侍だったことから、仇討ちという思いもよらぬことに巻き込まれることになる。
狂言に『鎌腹』という曲目がある。恐ろしい乱暴な妻に山へ行って働けと脅された男が、その口惜しさに手にする鎌で腹を切ろうとする。だがいざ刃物を腹に突っ込もうとすると怖くなり、そこで木に鎌をくくりつけ、それめがけてぶつかれば腹が切れるだろうなどと試みる…というような内容で、鎌で腹を切ろうとするから「鎌腹」である。この『弥作の鎌腹』においても、『日本戯曲全集』の台本のト書きではそうなっていないが、弥作が鎌と柱を縄で結び付けそれで腹を切ろうとし、最後は転んだ拍子に鎌が腹に突っ込むという型がある。
弟と恩義ある人物との板ばさみとなり、その挙句の切腹なのだから本来なら悲愴な場面のはずであるが、武士ではない刀を持たぬ百姓が包丁や鎌で腹を切ろうとし、しかし気後れしてためらう様子などを狂言『鎌腹』と同じく見せて笑わせ、そして泣かせる。弥作を当り役とした三代目中村歌六はこの芝居について、「…弥作なら弥作で、実直な人物になって、その魂を忘れないやうにすれば好いと考へて演ってゐますので、御見物を泣きながら笑ふやうにしないといけないのです」と述べている。ちなみに三代目歌六の子である初代中村吉右衛門は『秀山十種』に選定し、家の芸にしている。
『弥作の鎌腹』は寛政3年（1791年）9月に大坂角の芝居で上演された『いろは仮名四十七訓』（いろはがなしじゅうななもじ）のうちの一幕であるといわれてきたが、じつは寛政9年（1797年）3月の大坂中の芝居『扇矢数四拾七本』（おうぎやかずしじゅうしちほん）の七冊目（七幕目）に上演されたのが最初であり、このときの役名は弥作ではなく勘平となっていた。主な役割は以下の通りである。
- 百姓勘平…二代目中山文七
- 勘平女房お苅（かる）…山下八百蔵
- 早野和助…中山文蔵
- 芝村七太夫…三舛松五郎

この勘平は『仮名手本忠臣蔵』にでてくる勘平とは違って百姓で、塩冶家に仕える早野和助という弟がいる（これが千崎弥五郎に当たる）。女房の名は「おかる」で、猪をしとめるための鉄砲が出てくるところからしても、これは『仮名手本忠臣蔵』五段目・六段目のパロディとなっているのである。この百姓勘平は二代目文七の当り役として当時非常に評判がよく、天保3年（1832年）刊の『役者舞遊問答』にも「ぞっとする程面白うて、身の毛がよだつ程、すごいものでござりました」とあり、のちのちまで語り草となっていたようである。なお『日本戯曲全集』所収の台本は、じつは幕末に出版された絵入り根本『忠臣いろは四十七訓』を底本としており、これが役名こそ違うものの、『扇矢数四拾七本』の初演時の台本とほぼ同じ内容であることが確認されている。
この「勘平の鎌腹」を「弥作の鎌腹」として演じたのが三代目中村歌右衛門であった。それは文化9年（1812年）7月、江戸中村座で『太平記忠臣講釈』を増補改訂して上演することがあったが、このとき増補として加えられたのが『弥作の鎌腹』だったのである。このときに役名が改められた。役割は以下の通り。
- 百姓弥作…三代目中村歌右衛門
- 弥作女房おかよ（おかや）…藤川友吉
- 千崎弥五郎…二代目関三十郎
- 代官軍次兵衛（芝村七太夫）…大谷門蔵

役名を改めたのは、『太平記忠臣講釈』にはその四段目に「石切り勘平」と通称される勘平切腹の場面があり、それと重なるのをさけるためであった。この歌右衛門の演じた弥作も「江戸表にては趣向のめずらしく、見物一統の大評判」（『役者出世噺』、文化10年〈1813年〉刊）となった。ただし二代目文七の百姓勘平と、三代目歌右衛門の弥作とはやり方に違いがあり、歌右衛門は文七よりもおかしみのある演出をし、それが今に伝わっている可能性があるという。いずれにせよこの歌右衛門の弥作が弟子筋の二代目関三十郎や養子の二代目中村芝翫へと伝わり、さらに近代以降にも演じられたのである。
なお『弥作の鎌腹』は義太夫浄瑠璃にもなっており、これは嘉永の頃、倉田千両という人物が素浄瑠璃として書いたものだという。明治の初めには『忠臣蔵外伝　弥作鎌腹』の外題で人形浄瑠璃としても取り上げられ、以後上演を繰り返している。ただし歌舞伎で演じられるものとは話の流れを変えている。また義太夫節の稽古本は外題を『忠臣義士伝　弥作鎌腹段』とする。講談・浪曲と同じ『義士銘々伝』（厳密には銘々伝でなく外伝が正しい）とされる場合もある。